# Naturschutzgebiet Staustufe Schlüsselburg

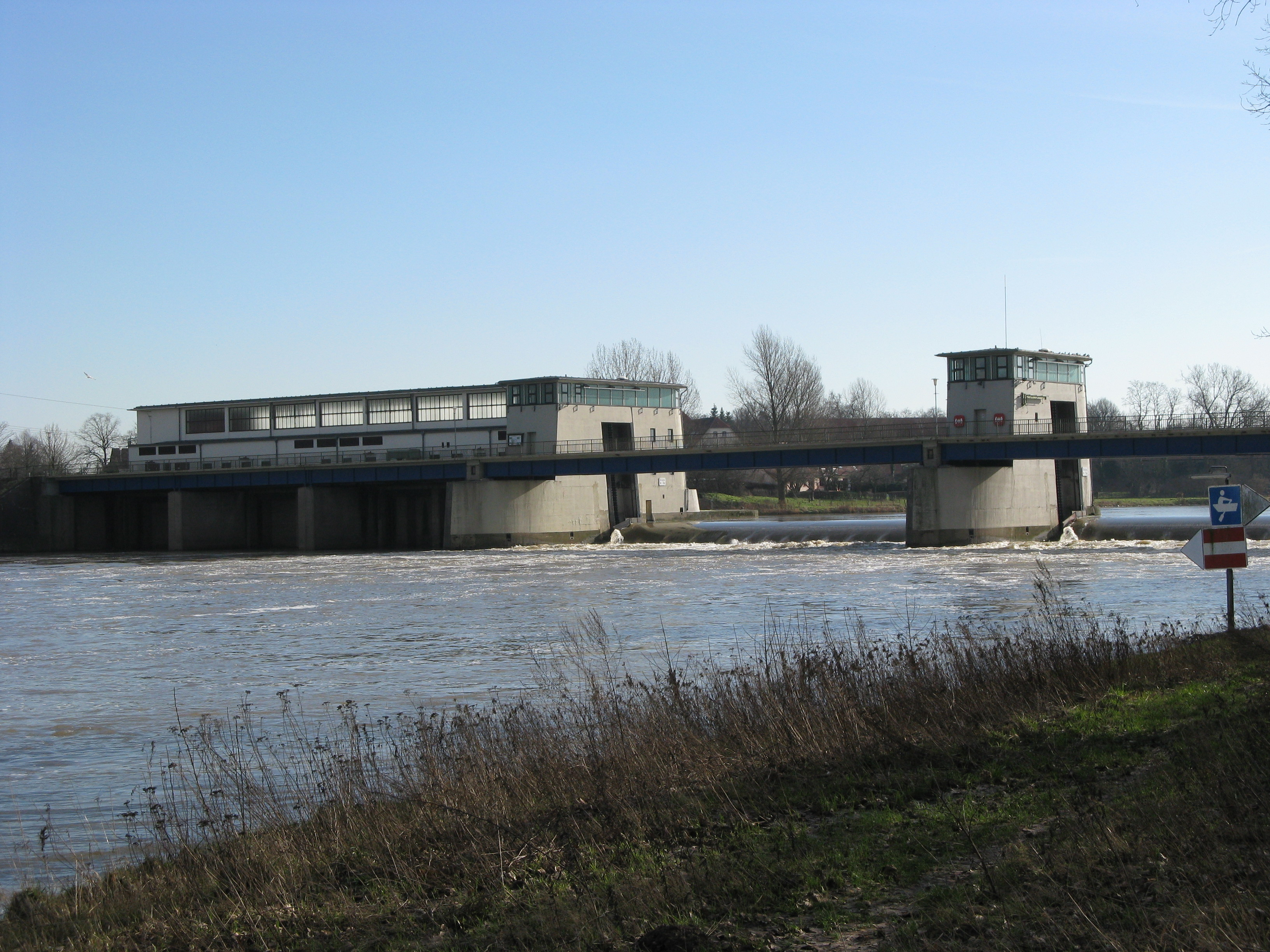
Wehranlage (rechts) und Wasserkraftwerk (links) an der Staustufe Schlüsselburg

Das Naturschutzgebiet Staustufe Schlüsselburg ist ein 268,76 Hektar großes Naturschutzgebiet in der Stadt Petershagen im Kreis Minden-Lübbecke.

## Klassifizierung
Das Naturschutzgebiet wird unter der Nummer MI-014 führt. Außerdem ist die Staustufe Schlüsselburg die Bezeichnung für eine Teilfläche des Feuchtgebietes von internationaler Bedeutung nach der Ramsar-Konvention „Weserstaustufe Schlüsselburg“ und ist FFH-Gebiet.
Das Naturschutzgebiet liegt beiderseits neben der Weser. Es umfasst einen Bereich von 5,5 Flusskilometern südlich der Staustufe und ist unterschiedlich breit. Neben dem circa 130 Meter breiten Flussabschnitt gehören noch umfangreiche Marschgebiete zum Naturschutzgebiet. Die Unterschutzstellung erfolgte unter anderem zur Erhaltung bedeutsamer Lebensräume und Lebensstätten seltener und gefährdeter Tier- und Pflanzenarten. Der wegen der Staustufe langsam fließende Fluss ist bedeutender Überwinterungsort für zahlreiche nordische Enten- und Gänsevögel.